# Bękarty diabła
Bękarty diabła (ang. The Devil's Rejects) – horror koprodukcji amerykańsko-niemieckiej z 2005 roku. Wymowa filmu ma charakter groteskowy. Bękarty diabła są bezpośrednim sequelem Domu tysiąca trupów (2003), którego reżyserem – podobnie, jak tego filmu – jest Rob Zombie.

## Fabuła
Po zamordowaniu młodego policjanta, George'a Wydella, Firefly'owie stają się celem Johna Quincy'ego Wydella, brata nieboszczyka, szeryfa, który dąży do schwytania szaleńców.

## Obsada
- Sid Haig jako kpt. Spaulding/James Cutter
- William Forsythe jako szeryf John Quincy Wydell
- Bill Moseley jako Otis B. Driftwood
- Sheri Moon jako Baby Firefly/Vera-Ellen
- Ken Foree jako Charlie Altamont
- Dave Sheridan jako Ray Dobson
- Tom Towles jako George Wydell
- Tyler Mane jako Rufus
- Matthew McGrory jako Tiny Firefly (zmarł zaraz po nakręceniu tego filmu)
- Ginger Lynn Allen jako Fanny
- Leslie Easterbrook jako Mama Firefly
- Lew Temple jako Adam Banjo
- P.J. Soles jako Susan
- Daniel Roebuck jako Morris Green
- Kane Hodder jako oficer z maską przeciwgazową
- Rosario Dawson (sceny usunięte) jako pielęgniarka Marcia
- Danny Trejo jako Rondo

## Produkcja
Pisząc scenariusz Domu tysiąca trupów, Rob Zombie wstępnie obmyślił historię brata George'a Wydella − policjanta, który ginie z rąk rodziny Firefly. Wątek postanowił kontynuować w sequelu, którego protagonistą uczynił łaknącego zemsty szeryfa, Johna Quincy'ego Wydella. Gdy tylko, wkrótce po premierze, Dom tysiąca trupów zwrócił koszty produkcji, zarządcy wytwórni Lions Gate Entertainment złożyli Zombiemu propozycję nakręcenia kontynuacji. Reżyser zaczął poważnie zastanawiać się nad koncepcją filmu. Bękarty diabła Zombie planował zrealizować jako horror bardziej „przerażający”, realistyczniejszy niż jego prequel; artysta nie chciał, by był to obraz równie kampowy, jak jego debiut. W sequelu widział Zombie „brutalny western”, a nawet kino drogi. Zainspirowały twórcę klasyczne filmy sensacyjne i kryminały: Dzika banda (1969), Bonnie i Clyde (1967) i Badlands (1973). Rozmawiając z Williamem Forsythem, reżyser ustalił, że postać szeryfa Wydella tchnięta będzie męskością i heroizmem bohaterów granych niegdyś przez takich aktorów, jak Robert Shaw, Lee Marvin oraz Robert Mitchum. Zombie i Forsythe natychmiast nawiązali porozumienie. Sheri Moon Zombie, filmowa Baby, nie odebrała Bękartów diabła jako sequela, widząc w nich projekt, w którym „po prostu pojawiają się bohaterowie z Domu tysiąca trupów”.

## Opinie
Witryna retrocrush.com uznała kreację Sida Haiga w filmie Bękarty diabła za jeden z najlepszych występów aktorskich w historii kina grozy Według redaktorów serwisu audienceseverywhere.net, film Zombie to jeden ze stu najlepszych horrorów XXI wieku.